# Zan Times
Pour les articles homonymes, voir Zan (homonymie).
Zan Times (en persan : زن‌تایمز) est un média en ligne d'investigation afghan fondé à Edmonton (Canada) en août 2022 par la journaliste Zahra Nader et principalement géré par des femmes afghanes, en réaction au retour des talibans au pouvoir en 2021.  
Composé d'une équipe de journalistes en exil ou présents sur place en Afghanistan, il traite principalement des violations des droits humains dans le pays, notamment des droits des femmes ou des droits LGBT. Le mot « Zan » signifie « femmes » en persan, langue officielle d'Afghanistan. 
En 2024, Zan Times remporte le Human Rights Press Award de Human Rights Watch pour sa couverture du phénomène du suicide chez les femmes et filles afghanes sous le régime taliban.

## Histoire
C'est pendant l'été 2021 que les Talibans reprennent le pouvoir en Afghanistan après une offensive victorieuse. Alors doctorante au sein de l'université York (Canada), Zahra Nader, dont la famille avait déjà du fuir le régime taliban 20 ans auparavant et qui envisageait de poursuivre ses recherches dans son pays d'origine, change complètement ses plans.
En août 2022, elle fonde le média en ligne Zan Times avec ses propres fonds et quelques journalistes volontaires. Le mot « zan » du titre signifie « femmes » en persan, une des langues officielles d'Afghanistan. Se voulant un média d'enquête, Zan Times a pour but de couvrir l'actualité afghane sous l'angle des crimes du régime taliban envers les droits humains, notamment envers les droits des femmes ou les droits LGBT. Basé dans un appartement d'Edmonton au Canada, il publie à la fois en anglais et en persan. Zahra Nader, sa fondatrice, y occupe la fonction de rédactrice en chef.
Les premières journalistes du média sont alors toutes des femmes bénévoles. À court d'argent à ses débuts, le média ne paye que les journalistes travaillant sur place en Afghanistan, mais sa situation financière se stabilise rapidement après avoir reçu des financements de Reporters sans frontières, de l'International Women's Media Foundation et d'Internews (en).
L'équipe du média est composée d'une dizaine de journalistes afghanes en exil, auxquelles s'ajoute un réseau de 7 journalistes en freelance — 5 étant des femmes — vivant encore en Afghanistan,. À cause de la menace du régime taliban, les journalistes présents sur place publient sous pseudonymes par mesure de sécurité et ne se connaissent pas entre eux. Seule Zahra Nader, fondatrice et rédactrice en chef du Zan Times, et ses proches collaborateurs connaissent la véritable identité de tous les journalistes du média.
En 2024, Zan Times remporte le Human Rights Press Award de Human Rights Watch dans la catégorie « Newsroom in Exile » pour sa couverture du phénomène du suicide chez les femmes et filles afghanes sous le régime taliban,.